# アルティメット スパイダーマン (ゲーム)
『アルティメット スパイダーマン』（Ultimate Spider-Man）は、タイトーより発売されたゲームソフト。
2006年5月25日にニンテンドーDS版が発売され、その後ニンテンドー ゲームキューブ、PlayStation 2に移植された。

## 概要
本作は、アメコミ原作のヒーロー「スパイダーマン」を主人公として操って数々の事件に挑む、というゲームである。ブライアン・マイケル・ベンディスとマーク・バグリーがオリジナルストーリーとイラストを書き下ろし、随所にアメコミ調のカットが挿入されるのが本作の特徴。また、ヴェノムももう1人の主人公として操作することが可能。

## ストーリー
特殊なクモに噛み付かれ、超人的な能力を身に付けたピーター・パーカー(スパイダーマン)は、数ヵ月前に幼馴染のエディ・ブロックJr.と再会する。エディは亡き父親たちが研究していたシンビオートをボリバー・トラスクから奪還しようとピーターに提案する。シンビオートを易々と奪ったピーターだったが、その際に恐ろしい力に飲み込まれてしまう。そして、ピーターがスパイダーマンであることを知ったエディは嫉妬し、シンビオートと融合して共生体ヴェノムとなってしまうのだった。

## 登場人物

### 主要人物
ピーター・パーカー / スパイダーマン
声：森川智之 / 英：シーン・マーケット
本作の主人公。特殊なクモに噛み付かれ、超人的な能力を身に付けた。ごく普通の少年だったが、祖父の死をきっかけに力を正義のために使おうと誓う。
エディ・ブロックJr. / ヴェノム
声：？ / 英：ダニエル・キャペラロ(エディ) / アーサー・バーグハート(ヴェノム)
もう1人の主人公。数か月前にピーターと再会した幼馴染。特殊能力を持ったピーターに嫉妬し、シンビオートと融合してヴェノムとなってしまう。
メリー・ジェーン・ワトソン
声：？ / 英：アンドレア・ベイカー
ピーターの恋人。破れたスパイダー・スーツを縫ってくれたりと何かとサポートしてくれる。

### ヒーロー
シルバーセーブル
声：？ / 英：ジェニファー・ヘイル
傭兵部隊を率いる女隊長。トラスクの指示を受けて、直接的にヴェノムやスパイダーマンを狙う。
ニック・フューリー
声：？ / 英：デイブ・フェノイ
S.H.I.E.L.D.の長官。トラスクからの指示を受けてヴェノムを捕獲しようとする。
シャロン・カーター
声：？ / 英：ジェーン・ハジャック
S.H.I.E.L.D.の副長官。フューリーをサポートする。
ジョニー・ストーム / ヒューマン・トーチ
声：？ / 英：デビッド・カウフマン
全身が炎で包まれているファンタスティック・フォーの一員。スパイダーマンにレースを仕掛けてくる。
ウルヴァリン
声：？ / 英：キース・ザラバッカ
金属製の鋭い爪を持つヒーロー。酒場でくつろいでいたところをヴェノムに襲撃され、対決することとなる。

### ヴィラン
ボリバー・トラスク
声：？ / 英：ジョン・ビリングズリー
ピーターとエディの父からシンビオートを奪った男。エディからシンビオートを取り返して、政府との契約を満了させようとしている。また、2人の父が死んだ原因も知っている。
エイドリアン・トゥームス博士
声：？ / 英：ブライアン・ジョージ
ボリバーの部下である科学者。ピーターとエディの父の知り合い。エディからピーターがスパイダーマンであることを聞き出す。その後、スパイダーマンをカーネイジへと変貌させたが、それと同時に自身もカーネイジに倒されてしまう。
ハーマン・シュルツ / ショッカー
声：？ / 英：ブライアン・ジョージ
衝撃波を放てるガントレットを腕に付けた強盗。白昼堂々、銀行強盗を試みる。
アレックス・O・ハーン / ライノ
声：岩崎了 / 英：ボブ・グローバーマン
サイのような大きな人型ロボットで、街中を破壊し暴れまわる。本作では中に小柄な本人がパイロットとして乗っている。
エレクトロ
声：？ / 英：ジェームズ・アーノルド・テイラー
高圧電力を操作できる電気人間。報酬と引き換えにヴェノムの実験相手となるが、スパイダーマンも現れて1対2で戦うことになってしまう。
ビートル
声：？ / 英：タッカー・スモールウッド
甲虫のようなハイテクスーツを着た男。何者かに雇われて、ゴブリンやサンドマン、ヴェノムのサンプルを手に入れようとする。
オズボーン / グリーン・ゴブリン
声：？ / 英：ピーター・ルーリー
身体が炎で覆われた大柄なゴブリン。研究所に囚われていたが、ビートルによって助け出されて街中で暴れまわる。
ピーター・パーカー / アルティメット・カーネイジ
声：？ / 英：ウィリアム・ホープ
シルバーセーブルよって捕獲されたスパイダーマンは、ヴァルチャーの手によって殺人鬼・カーネイジへと変貌し、共に捕獲されたヴェノムを襲撃する。

### その他
リチャード・パーカー
声：？ / 英：ローレン・レスター
ピーター・パーカーの父。既に故人。ブロックSr.と共にガン治療を目的として、シンビオートの研究をしていた。
エディ・ブロックSr.
声：？ / 英：テレンス・ストーン
エディ・ブロックJr.の父。既に故人。リチャードと共にガン治療を目的として、シンビオートの研究をしていた。

## 評価
ゲーム雑誌「ファミ通」でのクロスレビューは、40点満点中でDS版が27点、GC版が29点だった。PS2版はクロスレビューなし。